# Zetelakkoord
Een zetelakkoord is een gemengd verdrag tussen een staat en een internationale organisatie met een zetel (niet noodzakelijk de hoofdzetel) in die staat. Het akkoord omschrijft de voorrechten en immuniteiten die nodig zijn voor de uitoefening van de werkzaamheden van de organisatie in die staat. Het waarborgt de onafhankelijkheid van de organisatie en bevat bepalingen  over onder meer de politiebevoegdheid op de zetel, de voorrechten en immuniteiten van de vertegenwoordigers en personeelsleden van de organisatie, fiscale aangelegenheden, en de behandeling van geschillen.
Het zetelakkoord wordt ondertekend door vertegenwoordigers van de staat (bijvoorbeeld de minister van buitenlandse zaken) en van de organisatie. Het moet bekrachtigd worden door middel van een wet alvorens het in werking kan treden. Een zetelakkoord wordt afgesloten voor een bepaalde of onbepaalde duur en kan door een van de partijen vroegtijdig opgezegd worden.